# Riza Lushta
Riza Lushta (ur. 2 lutego 1916 w Mitrovicë; zm. 25 stycznia 1997 w Turynie) – albański piłkarz, grający na pozycji napastnika. Jego imieniem nazwany jeden ze stadionów w rodzinnym mieście, na którym gra KF Trepça’89.

## Kariera piłkarska
Wychowanek klubu Trepça. W 1934 rozpoczął karierę piłkarską w zespole Tirana. W 1939 z rodziną przeprowadził się do Włoch, gdzie został piłkarzem Bari. W latach 1940–1945 bronił barw Juventusu. Potem do 1954 występował w klubach Napoli, Alessandria, Cannes, Siena, Forlì i Rapallo Ruentes.
Po zakończeniu kariery piłkarza, na dwadzieścia lat przeniósł się do Stanów Zjednoczonych, pracując w firmie windowej, a następnie wrócił do Turynu, gdzie zmarł 25 stycznia 1997.

## Sukcesy i odznaczenia

### Sukcesy klubowe
SK Tirana
- mistrz Albanii: 1934, 1936, 1937
- zdobywca Pucharu Albanii: 1938/39

Juventus
- zdobywca Pucharu Włoch: 1941/42